# 徳大寺公胤
徳大寺 公胤（とくだいじ きんたね）は、室町時代の公卿。官位は従一位・左大臣。号は後野宮。

## 経歴
長享2年（1488年）従五位上に叙される。以降累進して、侍従・左近衛少将・讃岐権介・左近衛中将を経て、文亀元年（1501年）に従三位となり、公卿に列する。その後、参議と権中納言を経て、永正11年（1514年）に従二位権大納言となる。翌年に辞す。永正14年（1517年）再度権大納言となり、右近衛大将・右馬寮御監を兼務。永正16年（1519年）に左近衛大将となる。大永元年（1521年）には左近衛大将を辞し、内大臣に転じる。大永3年（1523年）には右大臣を経ずして異例の左大臣任命を受けた。大永6年（1526年）に従一位となるが、この年に病となり、左大臣を辞職した。
同年に死去し、子の実通が跡を継いだ。尚、在世当時の権力者であった細川高国は公胤兄弟の従甥（叔母の孫）にあたり、翌大永7年（1527年）には桂川原の戦いで高国側についた実弟の日野内光も戦死している。

## 系譜
- 父：徳大寺実淳
- 母：不詳
- 妻：畠山尚順の娘
  - 男子：徳大寺実通（1513-1545）
- 生母不明
  - 男子：徳大寺実胤[1]

実胤の子・実治の5代孫には盛栄がおり、その子は国府谷盛純を名乗り有栖川宮の諸大夫を務めた実胤。